# Doppelquasar
Als Doppelquasar werden Quasare bezeichnet, die am Himmel scheinbar oder tatsächlich benachbart sind. Dabei kann es sich um zwei oder mehr unterschiedliche Quasare handeln, diese werden auch als „echte“ Quasare bezeichnet. Alternativ ist es jedoch auch möglich und sogar wahrscheinlicher, dass es sich um eine Mehrfachabbildung durch eine Gravitationslinse eines einzigen Quasars handelt.

## Echte Doppelquasare
Als „echte“ Doppelquasare bezeichnet man zwei unterschiedliche Quasare, die scheinbar oder tatsächlich am Himmel benachbart sind. Quasare, die räumlich benachbart sind, werden auch als „Quasar-Paar“ bezeichnet. Das erste Quasar-Paar wurde 1987 von Djorgovsky nachgewiesen. Es handelt sich dabei um das Quasarpaar OM-076 im Becher. Neun weitere Fälle konnten bislang dokumentiert werden. Aufgrund ihrer gleichen Entfernung zur Erde zeigen sie die gleiche Rotverschiebung, ihre unterschiedliche chemische Zusammensetzung zeigt sich in unterschiedlichen elektromagnetischen Spektren.
Da Quasare seltene Himmelsobjekte sind, ist die Wahrscheinlichkeit, drei oder mehr separate Quasare an der gleichen Stelle zu finden sehr gering. Der erste echte Dreifach-Quasar wurde 2007 am Keck-Observatorium Mauna Kea, Hawaii gefunden. 2007 wurde im Doppel-Quasar LBQS 1429-008 ein dritter Quasar entdeckt. Alle drei Quasare haben eine Rotverschiebung von z = 2,076, was einer Entfernung von 10,5 Milliarden Lichtjahren entspricht.
Die einzelnen Quasare haben eine Entfernung von schätzungsweise 30–50 kpc untereinander, was für wechselwirkende Galaxien typisch ist.

## Mehrfache Abbildung eines Quasars
Ein einzelner Quasar kann durch eine Gravitationslinse mehrfach abgebildet werden. Dieser Quasar wird auf Englisch als multiply imaged quasar bezeichnet. Durch die Gravitationslinse kann es zu Doppel-, Dreifach- oder Vierfach-Bildern desselben Quasars kommen. Das erste Objekt dieser Art wurde 1979 mit Q0957+561 entdeckt.
Ein Dreifach-Quasar stellt PG 1115+08 dar.
Ein Vierfach-Quasar ist das Einsteinkreuz, auch Q2237+030, im Sternbild Pegasus.